# Hôtel de Cassini
L'Hôtel de Cassini, oggi noto come Hôtel de Pecci-Blunt, è un hôtel particulier, situato in rue de Babylone, nel VII arrondissement di Parigi.
Proprietà demaniale dal 1974, ospita vari servizi del Primo ministro francese.

## Storia

### Cassini

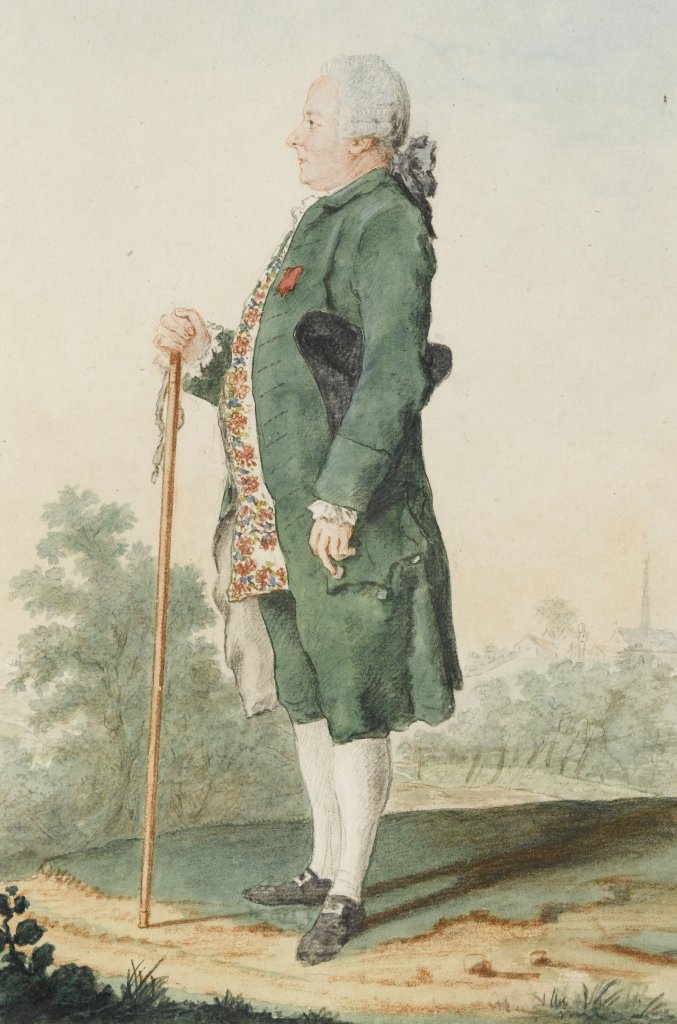
Dominique-Joseph de Cassini in un disegno di Carmontelle

L'hotel Cassini fu costruito nel 1768 dell'architetto Claude Billard de Bélisard, il quale aveva già lavorato per il principe Luigi Giuseppe di Borbone-Condé e per l'imprenditore Louis-Pierre Lemonnier, per conto del marchese Dominique-Joseph de Cassini (1715-1790), appartenente alla famosa famiglia di astronomi in quanto nipote del fondatore dell'osservatorio di Parigi, Giovanni Cassini. Il progetto originale di Bélisard è conservato in un album del 1897 che, dopo essere stato battuto all'asta, si trova nel cabinet des Estampes della Biblioteca nazionale di Francia.
Dominique-Joseph, marchese de Cassini (1715 - 1790), figlio di Jacques Cassini e militare di carriera, prese parte, con il grado di feldmaresciallo, alle guerre di successione di Polonia e d'Austria. Fu membro del Senato di Siena, dove non prese mai posto. Sua moglie, Angélique-Dorothée Babaud, figlia di Jean Babaud e nuora del finanziere Jacques Masson, era tra gli altri l'amante del Principe di Condé e del Conte di Maillebois.

### Passaggio di proprietà

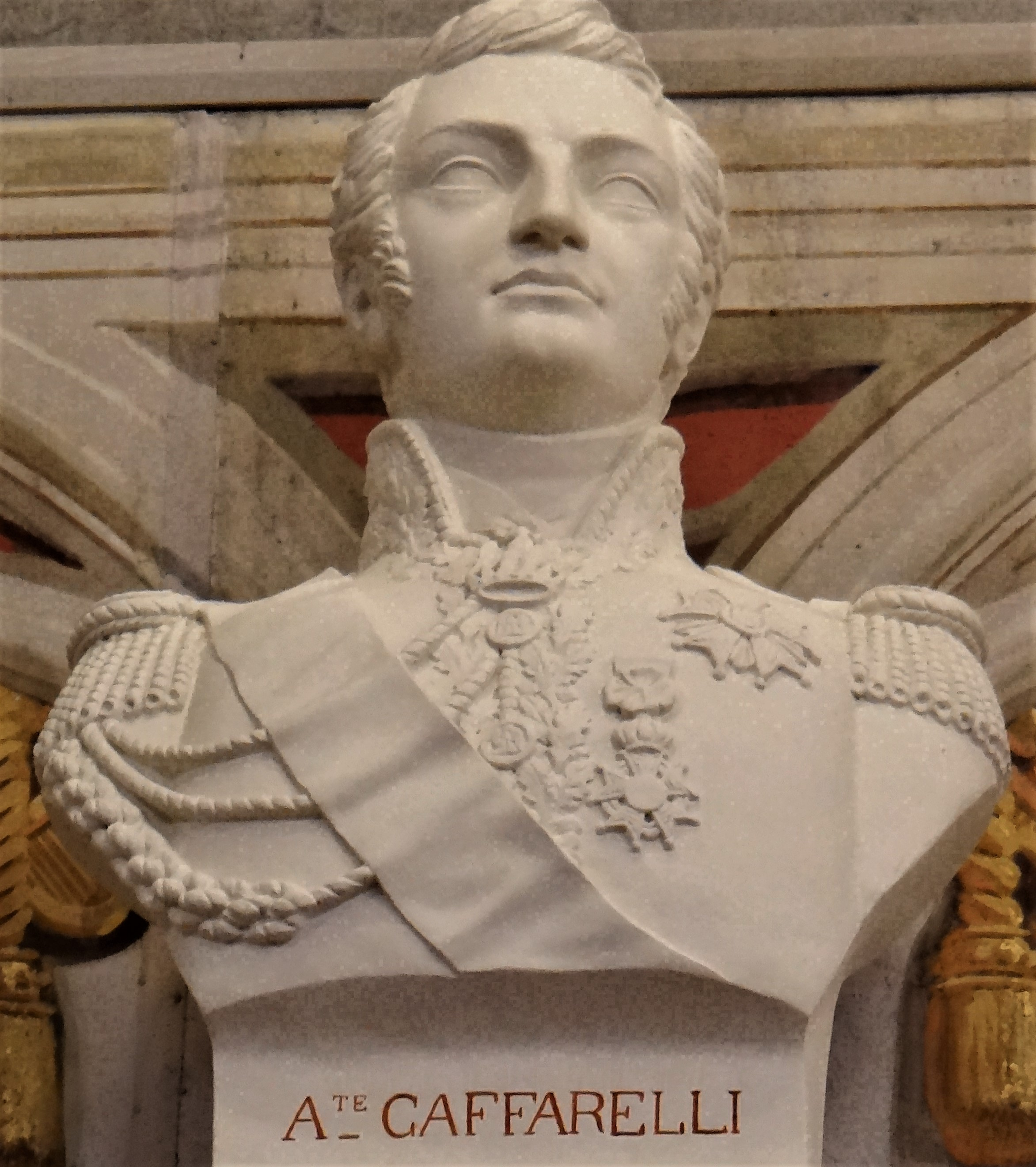
Un busto di Marie-François Auguste de Caffarelli du Falga

Dopo la morte del Marchese de Cassini, il Palazzo divenne proprietà nel 1794 della famiglia di Antoine de Landrieffe, da cui Cassini aveva preso in prestito la somma necessaria per l'acquisto del terreno, denaro che non aveva mai reso. Nel 1806 fu acquistato dal generale Marie-François Auguste de Caffarelli du Falga (1766 - 1849), aiutante di campo di Napoleone e governatore del Palazzo delle Tuileries.
Nel 1825 fu venduto al barone Jean de La Rochefoucauld, la cui famiglia lo tenne fino al 1841. Fu in seguito acquistato da Bouruet-Aubertot, proprietario e fondatore dei grandi magazzini parigini Au Gain Petit, che lo vendette nel 1863 a "Suzanne" Françoise Aglaé Louise Marie Le Peletier de Morfontaine (1811 - 1895), membro di una importante dinastia di magistrati e moglie del conte Ernest de Talleyrand-Périgord (1807 - 1871). Questi furono, infatti, costretti a lasciare il loro magnifico Palazzo a Monville, costruito da Étienne-Louis Boullée in rue d'Anjou, a causa dei progetti che ne prevedevano lo smantellamento al fine di costruire il boulevard Malesherbes.
La Contessa di Talleyrand-Périgord fece ristrutturare notevolmente l'Hôtel de Cassini, che si trovava in cattive condizioni, dall'architetto Jean Jacques Nicolas Arveuf-Fransquin (1802 - 1876), che lo trasformò in stile Luigi XVI. Fu lui a creare la rotonda nel giardino per mettere insieme la superba lavorazione del legno dell'Hôtel de Monville che è ancora presente. L'hotel passò poi alla figlia Marie Louise Marguerite (1832-1917), vedova del principe Henri de Ligne e, nel 1917 ai nipoti, il principe Ernest de Ligne e la Duchessa vedova di Beaufort-Spontin che lo vendettero nel 1919.

### Hôtel de Pecci-Blunt

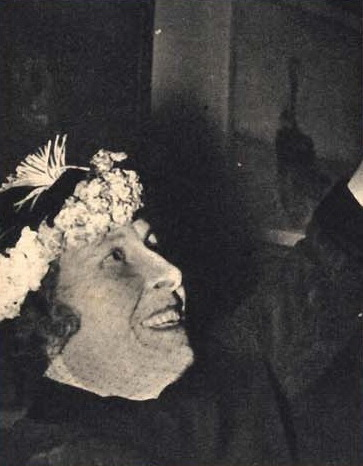
La contessa Anna Laetitia Pecci nel 1952

Cecil Blumenthal, detto Blunt, ricco magnate americano, alla ricerca di una residenza parigina in occasione del suo matrimonio con la contessa Anna Laetitia (detta Mimi) Pecci (1885-1971), pronipote del papa Leone XIII, lo acquistò. Nel 1920, la coppia fece restaurare la villa e ridisegnare i giardini dall'architetto Jacques Gréber (1882-1962). Ribattezzato Hotel Pecci-Blunt, venne arredato secondo le ultime tendenze, in particolare da Jean-Michel Frank.
La casa rimase alla famiglia Pecci-Blunt fino al 1948, quando fu convertito in foresteria per padri missionari di passaggio per Parigi.

### Proprietà dello Stato
Nel 1974, il Segretariato generale del governo acquisì la proprietà per installare la Direzione generale dell'amministrazione e del servizio pubblico. Dopo aver ospitato il ministro incaricato del Piano di ripresa francese Patrick Devedjian, l'hotel de Cassini ha ospitato fino al 18 giugno 2015 il segretario di Stato per la riforma e la semplificazione dello Stato Clotilde Valter Successivamente vi si sono insediati Thierry Mandon, i capi della missione di semplificazione dei servizi del Primo Ministro e i capi della Commissione generale per gli investimenti.
Da settembre 2020, l'hotel Cassini accoglie l'Alto Commissario per la pianificazione occupato da François Bayrou.

## Architettura
L'hotel Cassini è costruito in stile classico tra cortile e giardino. Il cortile si apre su rue de Babylone attraverso una porta cochère, fiancheggiata da una loggia del custode. L'hotel è a forma di U con due ali angolate all'indietro a destra ea sinistra del cortile. L'edificio principale, in fondo al cortile, ha perso i suoi passi nelle trasformazioni effettuate da Arveuf-Fransquin, che ha aggiunto alle finestre del primo piano balaustre in pietra da taglio e ghirlande di fogliame in stile Luigi XVI.
Due grandi porte finestre danno accesso al vasto vestibolo, con pavimento in marmo bianco e nero. L'ufficio del ministro si trova nella vecchia biblioteca, al piano terra con vista sul giardino. La grande sala rotonda adiacente è tradizionalmente chiamata "Salle de la Chapelle". La superba lavorazione del legno proviene dall'Hôtel de Monville ed è stata certamente eseguita su progetto di Étienne-Louis Boullée. Accanto a questo soggiorno, simmetrico con la biblioteca, la "Salle des Marbres", un'ex sala da pranzo, è stata creata da Arveuf-Fransquin: presenta i piani delle porte dell'Hôtel de Monville in un arredamento di marmo ciliegio morello stile Luigi XIV e parquet a punta ungherese.
Il giardino di 500 metri quadrati è adiacente a quello dell'hotel de Matignon. La fontana scolpita sul tema del "giro dei bambini" si deve a Henri-Léon Gréber, padre dell'architetto Jacques Gréber.
L'edificio sul retro del giardino è il vecchio hotel, costruito nel 1963 per uso delle Missioni estere. Ora ospita uffici.

## Galleria d'immagini

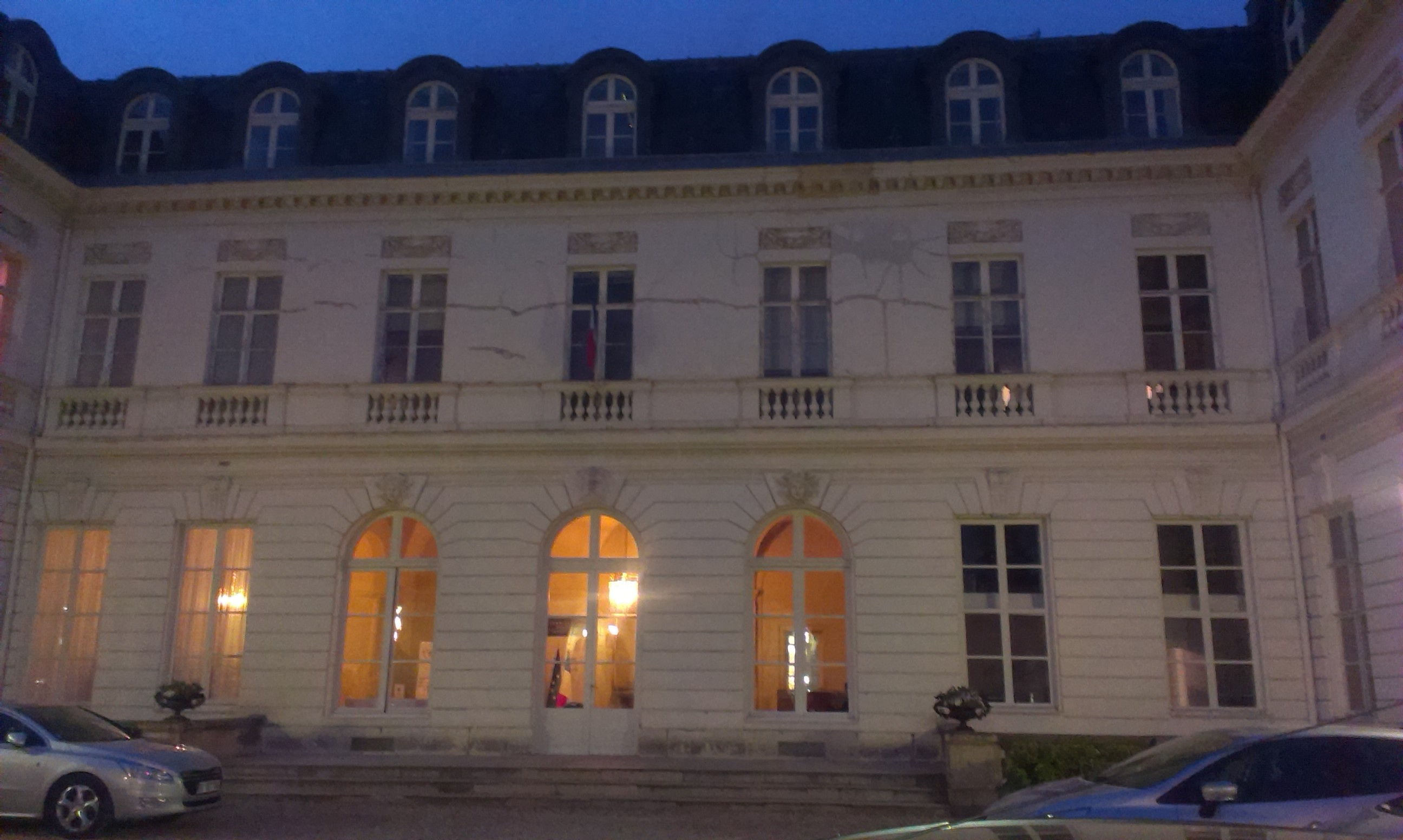
Vista dell'Hôtel de Cassini (lato cortile).
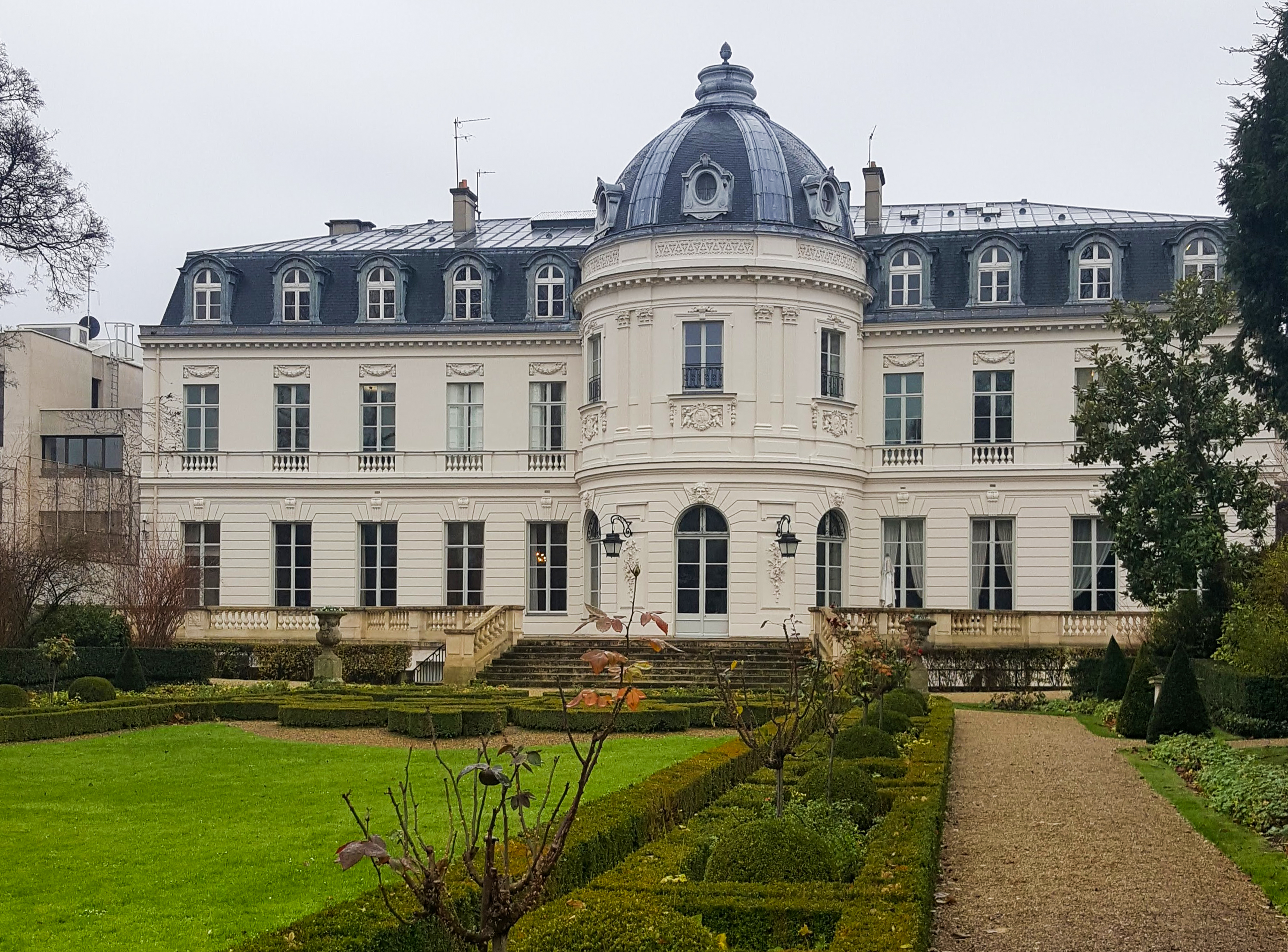
Vista dell'Hotel de Cassini (lato giardino).
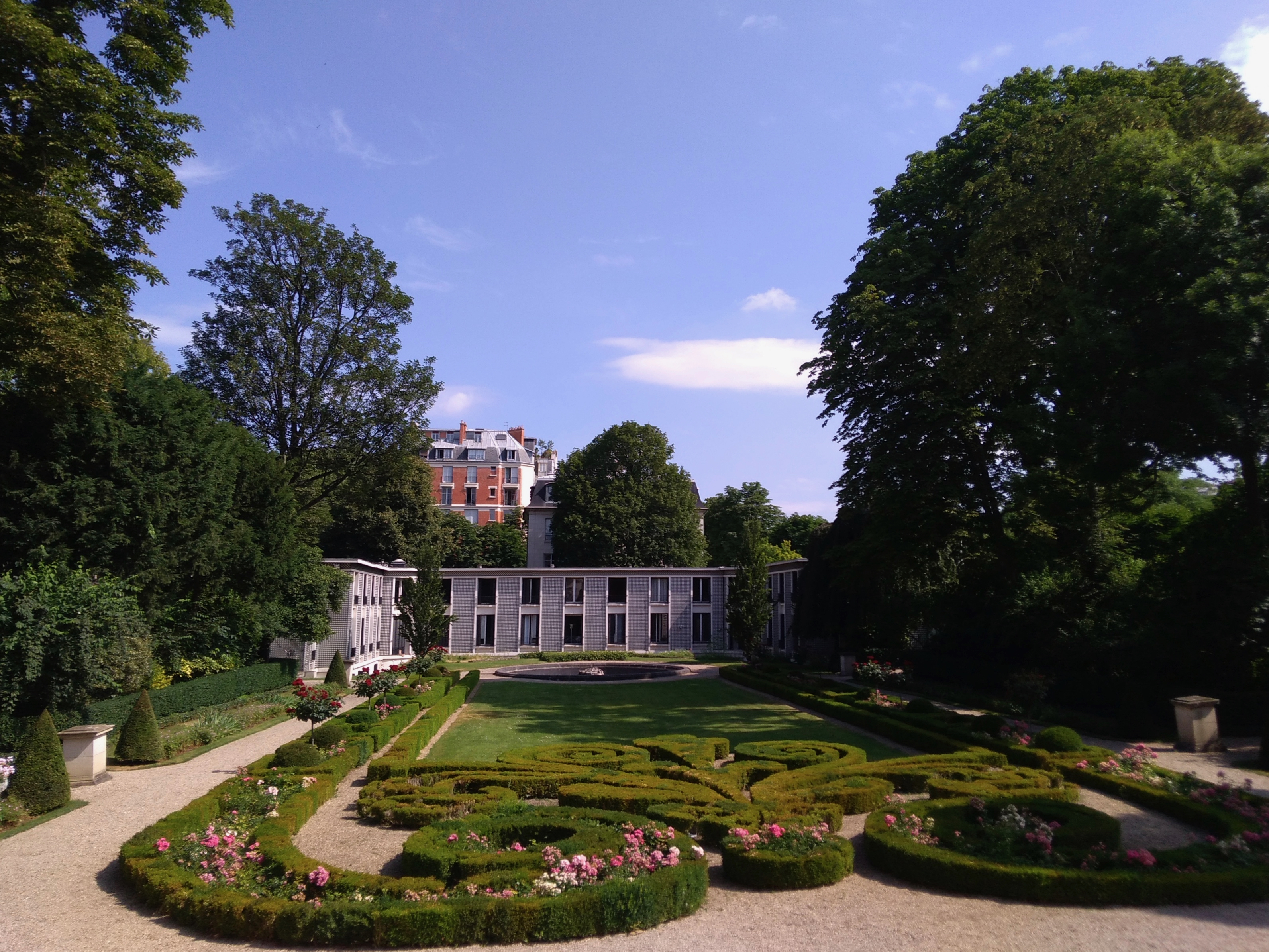
Giardino dell'hotel
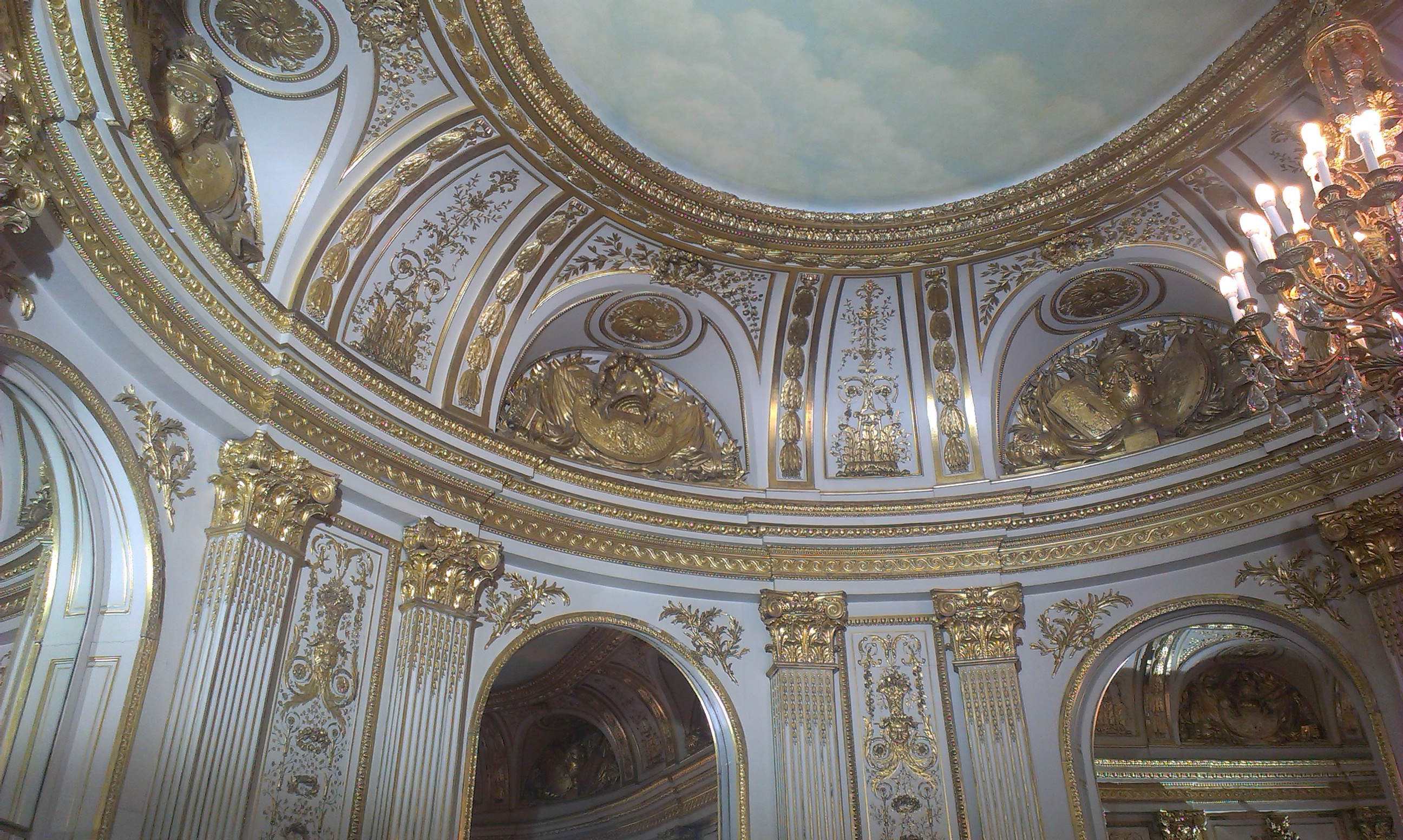